# Swartzia cubensis
Swartzia cubensis — вид растений из рода Swartzia семейства Бобовые.

## Ареал
Деревья этого вида произрастают в Мексике, Коста-Рике и на Кубе.

## Описание
Представляет собой дерево высотой 15—20 м и диаметром ствола до 1 м.
Цветы не имеют лепестков. Соцветия представляют собой короткие кисти, располагающиеся на безлистных участках веток.
Длина оранжевых плодов — около 3 см, а диаметр — 1,5 см. Семена находятся в красном околоплоднике кисло-сладкого вкуса.
Непарноперистые листья имеют 7—9 лопастных листиков. Лицевая сторона листа тёмно-зелёного цвета, а оборотная — светло-зелёная. Имеет прилистники.
Длина листа от 10 до 17 см, размер листиков 3,5—7 см.
Плотная и твёрдая древесина этого дерева носит название каталокс и имеет красивый цвет и текстуру.